# Хаустов, Андрей Иванович
Андрей Иванович Хаустов (13 июля 1930, Новотроицкое, Нижегородский край — 13 июля 1978, Ленинград) — советский художник — скульптор и живописец, член Ленинградского Союза художников.

## Биография
Андрей Иванович Хаустов родился 13 июля 1930 года в селе Ново-Троицкое (ныне — Кировской области). Отец Иван Васильевич Хаустов был геологом, мать Лидия Ивановна преподавала в школе математику. В семье было ещё два сына: старший, в будущем известный ленинградский поэт Леонид Хаустов, и средний — Ярослав, ставший впоследствии военно-морским врачом.
Детство А. Хаустова прошло в Ленинграде, в доме на улице Рубинштейна. В 1944—1951 годах учился в Средней художественной школе при Академии художеств у В. Ф. Подковырина и А. А. Мыльникова, в 1952—1958 годах в ЛВХПУ им. В. И. Мухиной у В. И. Ингала, Л. А. Месса, В. Л. Рыбалко. Дипломная работа — памятник композитору А. С. Даргомыжскому. Отлитый в бронзе, памятник на могиле А. С. Даргомыжского был установлен в 1961 году в Некрополе мастеров искусств на территории Александро-Невской лавры.
Преподавал в Детской художественной школе Дзержинского района Ленинграда.
Покончил с собой 13 июля 1978 года в день, когда ему исполнилось 48 лет. Похоронен на Комаровском кладбище (автор надгробия — скульптор К. М. Симун).

## Творчество
О дипломной работе А. Хаустова журнал «Искусство» писал в 1958 году: «Перед нами скульптура одного из лучших дипломантов 1958 года — выпускника училища имени В. И. Мухиной А. Хаустова. Она изображает крестьянского мальчика, играющего на свирели. Это статуя для надгробия композитора Даргомыжского в Ленинградском некрополе. Скульптура невелика по размеру, в ней нет особой „монументальности“, но она привлекает глубиной чувств, лиризмом, музыкальной плавностью форм. По одухотворённой фигуре мальчика-пастушка, играющего на свирели, по его позе и по его лицу вы верите, что он весь ушёл в мир звуков, он предстаёт перед нами как олицетворение русской народной песни, русской музыки».
Помимо скульптуры, занимался живописью и рисунком. Автор скульптурного памятника С. Есенину, скульптурных портретов Н. Крупской, футболистов ленинградского «Зенита» Л. Бурчалкина и В. Панчихина и других.
В 1958 году был принят в члены Ленинградского Союза художников.
Участвовал в выставках с 1958 года. Персональные выставки произведений А. Хаустова состоялись в 1987 (Ленинград, ЛОСХ), 1996 (Санкт-Петербург, Русский музей) и 2004 годах (Санкт-Петербург, Музей-квартира А. С. Пушкина).
Произведения А. И. Хаустова находятся в Русском музее, в музеях и частных собраниях в России и за рубежом.

## Комментарии
1. ↑  

…в ночь после своего 48-го дня рождения (с 13 на 14.7.78) Андрей Иванович подвёл черту!— В. Кураков[2]